# Record de vitesse terrestre

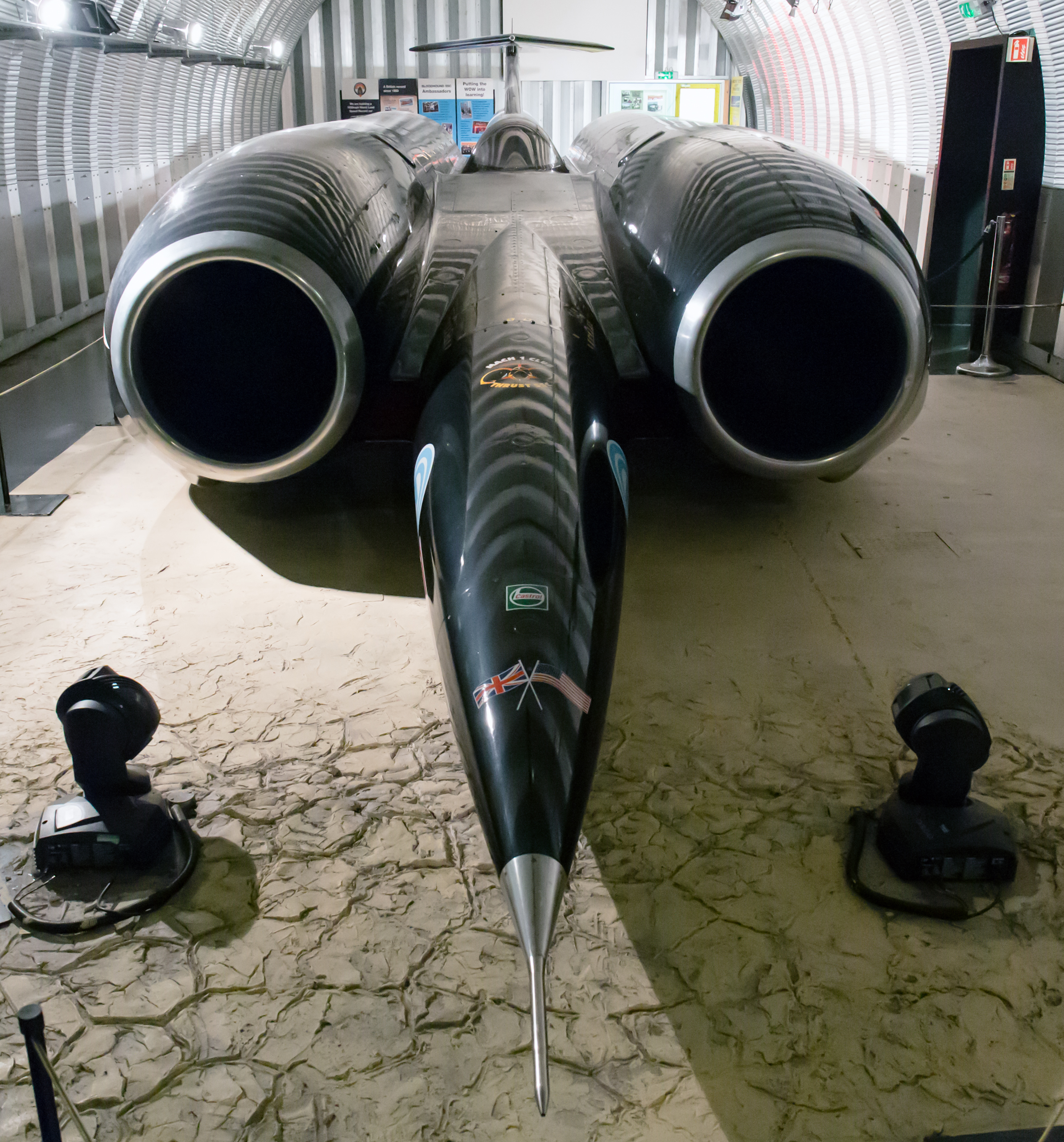
Le biturboréacteur supersonique Thrust SSC d'Andy Green, actuel détenteur du record, exposé au Coventry Transport Museum.

Le record de vitesse terrestre concerne la vitesse la plus rapide atteinte par tout véhicule terrestre sur roues, hors deux roues (faisant l'objet des records moto) et véhicules guidés (détaillés dans l'article Record de vitesse sur rail).
Pour limiter l'interaction du vent, une vitesse moyenne est calculée à partir de deux trajets entre deux points fixes, par un aller et un retour effectués en moins d'une heure d'écarts de temps (depuis la réunion parisienne de l'Association Internationale des Automobile Clubs Reconnus (AIACR), devenue plus tard FIA en décembre 1910).

## Véhicules concernés
La FIA définit quatre catégories de véhicules concurrents :
- Catégorie A : Automobiles répondant au Code Sportif International, et utilisant du carburant libre.
- Catégorie B : Automobiles produites en série au moment de la demande de tentative de record.
- Catégorie C : Automobiles spéciales subdivisés selon le type du moteur utilisé (réacteur, fusée, etc.).
- Catégorie D : Automobiles de type dragsters conformes au Règlement FIA Drag Racing.

### Graphique d'évolution du record

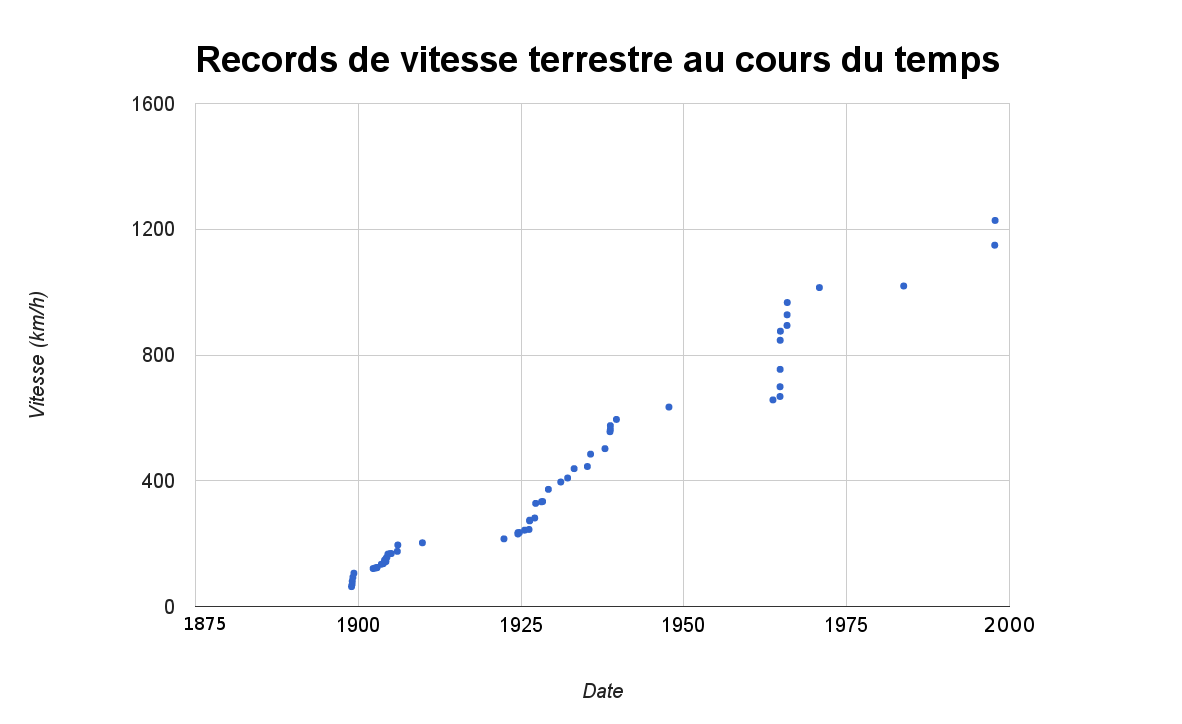
Évolution du record absolu de vitesse terrestre depuis la fin du XIXe siècle, en kilomètres par heure.

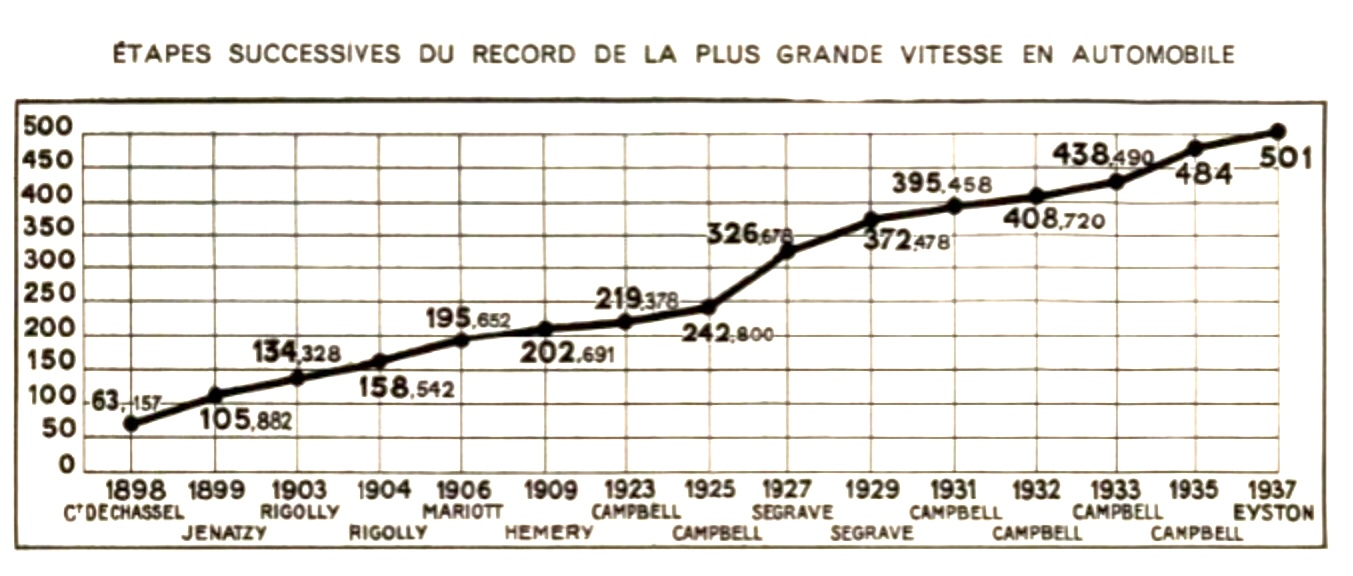
Évolution du record absolu de vitesse terrestre.

## Chronologie des records de vitesse absolus

### De 1898 à 1963 (roues motrices)
| Date              | Lieu                                                    | Pilote                       | Nat. pilote | Véhicule                               | Propulsion | Vitesse sur 1 km (km/h) | Vitesse sur 1 mile (km/h) | Commentaires                                                       |
| ----------------- | ------------------------------------------------------- | ---------------------------- | ----------- | -------------------------------------- | ---------- | ----------------------- | ------------------------- | ------------------------------------------------------------------ |
| 18 décembre 1898  | Achères, France                                         | Gaston de Chasseloup-Laubat  |             | Jeantaud Duc                           | Électrique | 63,15                   | —                         |                                                                    |
| 17 janvier 1899   | Achères, France                                         | Camille Jenatzy              |             | CGA Dogcart                            | Électrique | 66,66                   | —                         |                                                                    |
| 17 janvier 1899   | Achères, France                                         | Gaston de Chasseloup-Laubat  |             | Jeantaud Duc                           | Electrique | 70,31                   | —                         |                                                                    |
| 27 janvier 1899   | Achères, France                                         | Camille Jenatzy              |             | CGA Dogcart                            | Electrique | 80,35                   | —                         |                                                                    |
| 4 mars 1899       | Achères, France                                         | Gaston de Chasseloup-Laubat  |             | Jeantaud Duc Profilée                  | Electrique | 92,78                   | —                         |                                                                    |
| 29 avril 1899     | Achères, France                                         | Camille Jenatzy              |             | CITA no 25 La Jamais contente          | Electrique | 105,88                  | —                         | Premier record au-dessus de 100 km/h                               |
| 13 avril 1902     | Nice, Promenade des Anglais, France                     | Léon Serpollet               |             | Gardner-Serpollet Œuf de Pâques        | Vapeur     | 120,80                  | —                         |                                                                    |
| 5 août 1902       | Ablis, France                                           | William Kissam Vanderbilt II |             | Mors Z Paris-Vienne                    | ME         | 122,47                  | —                         |                                                                    |
| 5 novembre 1902   | Dourdan, France                                         | Henri Fournier               |             | Mors Z Paris-Vienne                    | ME         | 123,28                  | —                         |                                                                    |
| 17 novembre 1902  | Dourdan, France                                         | Maurice Augières             |             | Mors Z Paris-Vienne                    | ME         | 124,13                  | —                         |                                                                    |
| 17 juillet 1903   | Ostende, Belgique                                       | Arthur Duray                 |             | Gobron-Brillié Paris-Madrid            | ME         | 134,32                  | —                         |                                                                    |
| 5 novembre 1903   | Dourdan, France                                         | Arthur Duray                 |             | Gobron-Brillié Paris-Madrid            | ME         | 136,36                  | —                         |                                                                    |
| 12 janvier 1904   | Lac Sainte-Claire, États-Unis                           | Henry Ford                   |             | Ford Arrow                             | ME         | 147,05                  | —                         | Sur un lac gelé                                                    |
| 31 mars 1904      | Nice, France                                            | Arthur Duray                 |             | Gobron Brillié Paris-Madrid            | ME         | 142,85                  | —                         |                                                                    |
| 31 mars 1904      | Nice, France                                            | Louis Rigolly                |             | Gobron-Brillié Paris-Madrid            | ME         | 152,542                 | —                         |                                                                    |
| 25 mai 1904       | Ostende, Belgique                                       | Pierre de Caters             |             | Mercedes Simplex 90                    | ME         | 156,50                  | —                         |                                                                    |
| 21 juillet 1904   | Ostende, Belgique                                       | Louis Rigolly                |             | Gobron Brillié Coupe Gordon Bennett    | ME         | 166,66                  | —                         |                                                                    |
| 13 novembre 1904  | Ostende, Belgique                                       | Paul Baras                   |             | Darracq 100 hp Gordon Bennett          | ME         | 168,22                  | —                         |                                                                    |
| 24 janvier 1905   | Daytona Beach, États-Unis                               | Arthur MacDonald             |             | Napier 6                               | ME         | 168,42                  | —                         |                                                                    |
| 30 décembre 1905  | Arles, France                                           | Victor Hémery                |             | Darracq V8 Special                     | ME         | 175,44                  | —                         |                                                                    |
| 26 janvier 1906   | Daytona Beach, États-Unis                               | Fred H. Marriott             |             | Stanley Steamer                        | Vapeur     | 195,65                  | —                         |                                                                    |
| 6 novembre 1909   | Brooklands, Angleterre                                  | Victor Hémery                |             | 200 ch (150 kW) Blitzen-Benz no 1      | ME         | 202,68                  | 186,57                    |                                                                    |
| 24 juin 1914      | Brooklands, Angleterre                                  | Lydston G. Hornsted          |             | 200 ch (150 kW) Blitzen-Benz no 3      | ME         | —                       | 199,70                    | Premier record aller-retour                                        |
| 12 février 1919   | Daytona Beach, États-Unis                               | Ralph DePalma                |             | Packard 905                            | ME         | 241,200                 | —                         | Reconnu aux États-Unis, non reconnu par l'AIACR                    |
| 17 mai 1922       | Brooklands, Angleterre                                  | Kenelm Lee Guinness          |             | Sunbeam 350HP                          | ME         | 215,17                  | 207,88                    | Dernier record battu sur circuit                                   |
| 6 juillet 1924    | Arpajon, France                                         | René Thomas                  |             | Delage La Torpille                     | ME         | 230,47                  | 230,64                    |                                                                    |
| 12 juillet 1924   | Arpajon, France                                         | Ernest A. D. Eldridge        |             | FIAT Special Mephistopeles II          | ME         | 234,98                  | 234,79                    | Dernier record battu sur route                                     |
| 25 septembre 1924 | Pendine Sands, Pays de Galles                           | Malcolm Campbell             |             | Sunbeam 350HP Blue Bird                | ME         | 235,21                  | 235,22                    |                                                                    |
| 21 juillet 1925   | Pendine Sands, Pays de Galles                           | Malcolm Campbell             |             | Sunbeam 350HP Blue Bird                | ME         | 242,79                  | 242,62                    |                                                                    |
| 21 mars 1926      | Southport, Angleterre                                   | Henry Segrave                |             | 4 Litres Sunbeam Ladybird              | ME         | 245,10                  | 240,31                    |                                                                    |
| 27 avril 1926     | Pendine Sands, Pays de Galles                           | John G. Parry-Thomas         |             | Higham-Thomas Special Babs             | ME         | 272,45                  | 270,48                    |                                                                    |
| 28 avril 1926     | Pendine Sands, Pays de Galles                           | John G. Parry-Thomas         |             | Higham-Thomas Special Babs             | ME         | 273,60                  | 274,59                    | Tué le 3 mars 1927 en essayant de reconquérir le record, sur Babs. |
| 4 février 1927    | Pendine Sands, Pays de Galles                           | Malcolm Campbell             |             | Campbell Napier Blue Bird              | ME         | 281,44                  | 280,38                    |                                                                    |
| 29 mars 1927      | Daytona Beach, États-Unis                               | Henry Segrave                |             | Sunbeam 1000 hp Mystery Z              | ME         | 326,66                  | 327,97                    |                                                                    |
| 19 février 1928   | Daytona Beach, États-Unis                               | Malcolm Campbell             |             | Campbell Napier Blue Bird III          | ME         | —                       | 333,05                    |                                                                    |
| 22 avril 1928     | Daytona Beach, États-Unis                               | Ray Keech                    |             | White Triplex Spirit of Elkdom         | ME         | —                       | 334,02                    |                                                                    |
| 11 mars 1929      | Daytona Beach, États-Unis                               | Henry Segrave                |             | Irving-Napier Golden Arrow             | ME         | 372,66                  | 372,34                    |                                                                    |
| 5 février 1931    | Daytona Beach, États-Unis                               | Malcolm Campbell             |             | Campbell-Napier-Railton Blue Bird      | ME         | 396,03                  | 395,46                    |                                                                    |
| 24 février 1932   | Daytona Beach, États-Unis                               | Malcolm Campbell             |             | Campbell-Napier-Railton Blue Bird      | ME         | 404,49                  | 408,71                    |                                                                    |
| 22 février 1933   | Daytona Beach, États-Unis                               | Malcolm Campbell             |             | Campbell-Railton Rolls-Royce Blue Bird | ME         | 438,48                  | 437,90                    |                                                                    |
| 7 mars 1935       | Daytona Beach, États-Unis                               | Malcolm Campbell             |             | Campbell-Railton Rolls-Royce Blue Bird | ME         | 444,44                  | 445,32                    | Dernier record battu sur une plage                                 |
| 3 septembre 1935  | Bonneville Salt Flats (Bonneville Speedway), États-Unis | Malcolm Campbell             |             | Campbell-Railton Rolls-Royce Blue Bird | ME         | —                       | 484,620                   |                                                                    |
| 19 novembre 1937  | Bonneville Salt Flats, États-Unis                       | George E. T. Eyston          |             | Thunderbolt                            | ME         | 502,11                  | 501,17                    |                                                                    |
| 27 août 1938      | Bonneville Salt Flats, États-Unis                       | George E. T. Eyston          |             | Thunderbolt                            | ME         | 555,55                  | 556,00                    |                                                                    |
| 15 septembre 1938 | Bonneville Salt Flats, États-Unis                       | John Cobb                    |             | Railton Special                        | ME         | 563,37                  | 563,58                    |                                                                    |
| 16 septembre 1938 | Bonneville Salt Flats, États-Unis                       | George E. T. Eyston          |             | Thunderbolt                            | ME         | 575,07                  | 575,32                    |                                                                    |
| 23 août 1939      | Bonneville Salt Flats, États-Unis                       | John Cobb                    |             | Railton Special                        | ME         | 595,04                  | 592,09                    |                                                                    |
| 16 septembre 1947 | Bonneville Salt Flats, États-Unis                       | John Cobb                    |             | Railton Mobil Special                  | ME         | 633,79                  | 634,39                    |                                                                    |

### De 1963 à nos jours (propulsion par réacteur ou fusée)
| Date              | Lieu                              | Pilote          | Nat. pilote | Véhicule                    | Propulsion         | Vitesse sur 1 km (km/h) | Vitesse sur 1 mile (km/h) | Commentaires                                      |
| ----------------- | --------------------------------- | --------------- | ----------- | --------------------------- | ------------------ | ----------------------- | ------------------------- | ------------------------------------------------- |
| 5 septembre 1963  | Bonneville Salt Flats, États-Unis | Craig Breedlove |             | Spirit of America (en)      | Turboréacteur      | 657,114                 | 655,722                   | Reconnu par la FIM, le véhicule ayant trois roues |
| 5 octobre 1964    | Bonneville Salt Flats, États-Unis | Tom Green       |             | Wingfoot Express (en)       | Turboréacteur      | 668,027                 | 664,979                   |                                                   |
| 7 octobre 1964    | Bonneville Salt Flats, États-Unis | Art Arfons      |             | Green Monster (en)          | Turboréacteur      | 665,231                 | 664,694                   |                                                   |
| 13 octobre 1964   | Bonneville Salt Flats, États-Unis | Craig Breedlove |             | Spirit of America - Sonic 1 | Turboréacteur      | —                       | 754,330                   |                                                   |
| 15 octobre 1964   | Bonneville Salt Flats, États-Unis | Craig Breedlove |             | Spirit of America - Sonic 1 | Turboréacteur      | —                       | 846,861                   |                                                   |
| 27 octobre 1964   | Bonneville Salt Flats, États-Unis | Art Arfons      |             | The Green Monster           | Turboréacteur      | 875,699                 | 863,791                   |                                                   |
| 2 novembre 1965   | Bonneville Salt Flats, États-Unis | Craig Breedlove |             | Spirit of America - Sonic 1 | Turboréacteur      | 893,966                 | 893,966                   |                                                   |
| 7 novembre 1965   | Bonneville Salt Flats, États-Unis | Art Arfons      |             | The Green Monster           | Turboréacteur      | 921,423                 | 927,872                   |                                                   |
| 15 novembre 1965  | Bonneville Salt Flats, États-Unis | Craig Breedlove |             | Spirit of America - Sonic 1 | Turboréacteur      | 966,961                 | 966,574                   |                                                   |
| 23 octobre 1970   | Bonneville Salt Flats, États-Unis | Gary Gabelich   |             | Blue Flame                  | Moteur-fusée (GNV) | 1 014,52                | 1 001,67                  | Premier record au-dessus de 1 000 km/h            |
| 4 octobre 1983    | Black Rock Desert, États-Unis     | Richard Noble   |             | Thrust2                     | Turboréacteur      | —                       | 1 019,47                  |                                                   |
| 25 septembre 1997 | Black Rock Desert, États-Unis     | Andy Green      |             | Thrust SSC                  | Turboréacteur      | 1 148,26                | 1 149,30                  |                                                   |
| 15 octobre 1997   | Black Rock Desert, États-Unis     | Andy Green      |             | Thrust SSC                  | Turboréacteur      | 1 223,65                | 1 227,99                  | Premier record supersonique (Mach 1,016)          |

### Anecdotes

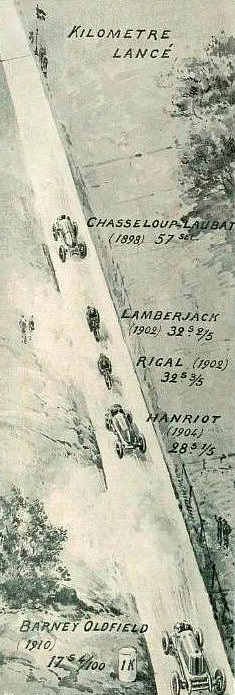
Meilleurs temps sur le kilomètre lancé, jusqu'en 1914 (deux et quatre roues).

- Sept Français et quatre Belges ont détenu le record officiel durant le premier quart du XXe siècle ;
- Charles S. Rolls bat officieusement trois fois le record du kilomètre lancé, à Welbeck en Angleterre sur la propriété du duc de Portland, en 1902 puis en mars et en octobre 1903, à la vitesse de 133 puis 136,440 km/h pour l'année 1903[5] ;
- Le 28 janvier 1904, W. Vanderbilt établi un nouveau record à Ormond-Daytona Beach sur sa Mercedes 90 HP, à 148,542 km/h (non officialisé en Europe, de même que le 24 janvier 1905 en ce même lieu avec la Napier L48 six-cylindres de Arthur MacDonald à 104,65 km/h[6],[7]) ;
- Le 13 novembre 1905, le Genevois Frédéric Dufaux (en) atteint à Salon[8] les 158 km/h sur le kilomètre (en 23 secondes) avec un moteur quatre-cylindres 150 hp de 26,5 litres de sa conception fabriqué avec son frère Charles ;
- En décembre 1906, le futur Sir Algernon Lee Guiness, vainqueur du kilomètre de Dourdan sur Darracq 200 hp huit-cylindres[9], établi un officieux record du monde de vitesse du kilomètre départ lancé à 180 km/h[10] (en gagnant dans la foulée la course de côte de Gaillon en fin de mois) ;
- En 1910, l'Américain Barney Oldfield atteint les 211,23 km/h sur sa Blitzen-Benz de 200 ch personnelle nouvellement acquise ;
- Le 23 avril 1911, l'Américain Bob Burman, toujours sur Blitzen-Benz, obtient de son côté 228,1 km/h sur le mile à Daytona Beach[11], battant ainsi l'officieux record air-terre-mer de Glenn Curtiss établi en 1907 sur sa moto Curtiss V-8 (en)[12], performance qui devait tenir durant près de sept ans et demi, jusqu'à Ralph DePalma en 1919 (mais non reconnue par l'AIACR) ;
- En 1912, Arthur Duray conduit la Fiat S76 Record sur une vaste étendue plate près d'Ostende, atteignant les 225 km/h. Pour cause d'irrégularité dans la modalité d'enregistrement de sa performance, le record n'est alors pas homologué ;
- En 1914, l'Américain Teddy Tetzlaf obtient 228 km/h[13], puis 229,85 km/h[14], sur la Blitzen-Benz no 2 200 ch, pour le compte de la Moross Amusement Company d'Ernest Moross au Bonneville Salt Flats (premières tentatives organisées sur ce lac salé - suivies de bien d'autres - mais non homologuées, le véhicule devant désormais réaliser un aller-retour en moins d'une heure à compter de 1914) ;
- En 1924, l'Italien Giulio Foresti bat officieusement le record du monde de vitesse sur le circuit de Miramas à Marseille, où il est chronométré à 257 km/h lors d'essais d'une voiture surnommée « Djelmo », dont le projet est dirigé depuis Paris (jusque-là, Malcolm Campbell est officiellement le détenteur avec 235 km/h sur sa Sunbeam 350 HP) ;
- En 1932, le Jupiter bleu du Français René Stapp (en), de dix mètres de longueur et équipé d'un périscope[15], développant près de 1 200 ch de puissance grâce à trois moteurs Bristol Jupiter en étoile de 24 L de près de 400 ch chacun, prend feu sur la plage de La Baule-Escoublac, après des essais à Daytona Beach (vitesse théorique 450 km/h) ;
- Le 5 septembre 1956, le Français Jean Hébert bat le record de vitesse terrestre de sa catégorie (moins de 1 000 kg), avec 308,85 km/h sur l'Étoile filante, un véhicule construit par Renault et propulsé par turbine sur le lac Bonneville, aux États-Unis ;
- Le 17 juillet 1964, Donald Campbell atteint les 648,784 km/h sur le Bluebird-Proteus CN7 équipé de quatre roues motrices, frôlant le record de Spirit of America reconnu par la FIM mais pas par la FIA ;
- Le 17 décembre 1979, le cascadeur américain Stan Barrett (en) sur Budweiser Rocket aurait atteint la vitesse maximale de 1 190,377 km/h pendant quelques instants, soit une vitesse supersonique (Mach 1,0106) — record non-homologué —.

## Record féminin
En 1905 puis en 1906, Dorothy Levitt a battu le record féminin du kilomètre départ lancé à 146,25 km/h, grâce à Selwyn Edge qui lui offrit initialement sa chance, elle reçoit alors le surnom de « femme la plus rapide sur Terre ». Elle conduisait pour ses tentatives une Napier K5 six-cylindres développant 100 ch (74,6 kW) à Blackpool.
Lee Breedlove (épouse de Craig, recordman absolu entre 1966 et 1970) pilota le Spirit of America Sonic 1 de son mari à 496,492 km/h en 1965, faisant d'elle la femme la plus rapide jusqu'en 1974.
Le record actuel est détenu par Kitty O'Neil (en), une cascadeuse qui a atteint en 1976 une vitesse moyenne mesuré sur deux longueurs de 825,127 km/h dans le désert d'Alvord, comté de Harney en Oregon, grâce à Bill Fredrick, le constructeur du Motivator, pour un contrat de 20 000 dollars.
Le 29 août 2019, l'américaine Jessi Combs, auteure d'un record de catégorie sur quatre roues avec 640 km/h en 2013, se tue en s'écrasant dans le désert d'Alvord en essayant de battre ce dernier, sur une autre voiture à réaction, le North American Eagle (en). Ayant participé à plusieurs émissions de télévision aux États-Unis, elle avait repris le volant en octobre 2018 sur le véhicule, en dépassant « officieusement » pour problème mécanique les 680 km/h.

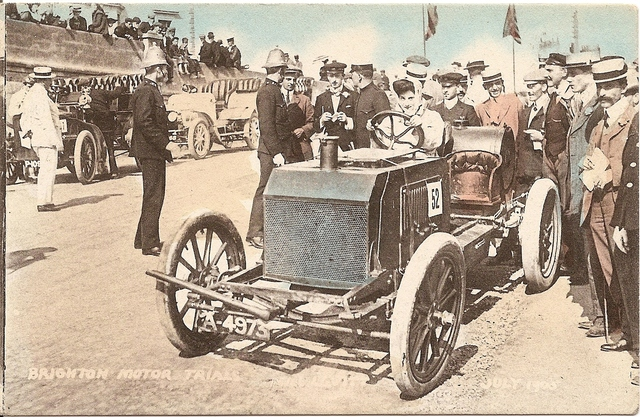
Miss Levitt en 1905 à Brighton, pour son premier record sur Napier 100HP (128,35 km/h).
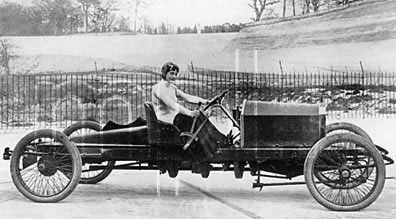
Miss Levitt en 1908 à Brooklands, ici sur une Napier 26HP.

## Autres records de vitesse terrestre
Classés par date, on trouve :
- À la force du vent (24 février 2023) : 225,58 km/h sur le char à voile Horonuku avec  Glenn Ashby[18].
- Sur glace (9 mars 2013) : 335,713 km/h en Audi RS6 avec  Janne Laitinen (et détenteur du record électrique sur glace, avec 252,09 km/h).
- Biodiesel (11 septembre 2012) : 105,16 km/h sur Aggie A-Salt avec  Michael R Morgan.
- Camion biodiesel hybride (27 avril 2012) : 236,577 km/h sur Volvo D16 hybride Mean Green avec  Boije Ovebrink.
- Piston (17 septembre 2012) : 707,406 km/h sur Speed Demon avec  George Poteet[19].
- Électrique (24 août 2010) : 495,526 km/h sur Venturi Buckeye Bullet (en) avec  Roger Schroer[20].
- Hydrogène (25 septembre 2009) : 484,40 km/h de moyenne sur Buckeye Bullet 2 avec  Jesse James.
- Vapeur (25 août 2009) : 225,06 km/h de moyenne (meilleure tentative 243,15 km/h) sur Inspiration de  Charles Burnett III[21].
- Diesel (23 août 2006) : 563,42 km/h sur JCB444-LSR Dieselmax avec  Andy Green[22],[23].
- Solaire (23 octobre 2003) : 160 km/h en vitesse de pointe, sur  Nuna II.
- Turbine, et roues motrices (18 octobre 2001) : 739,41 km/h sur Turbinator (à turbomoteur) avec  Don Vesco (en).

## Galerie

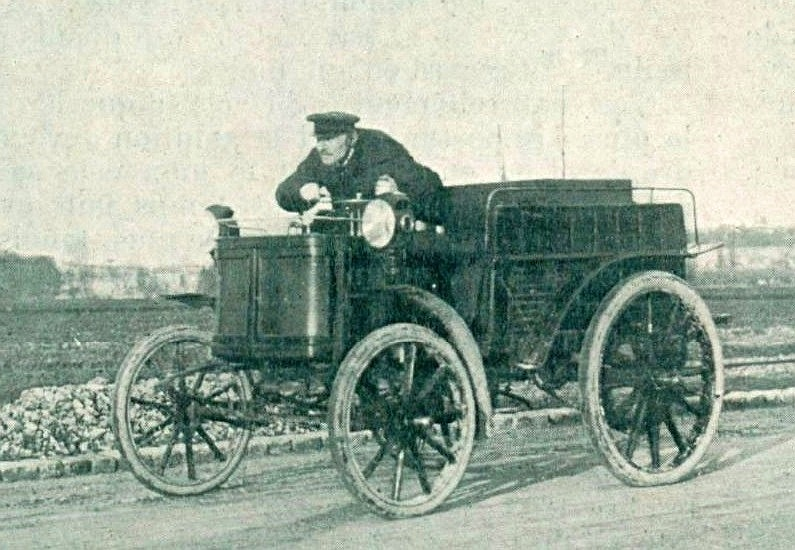
Camille Jenatzy, le 17 janvier 1899 à Achères sur CGA Dogcart électrique.
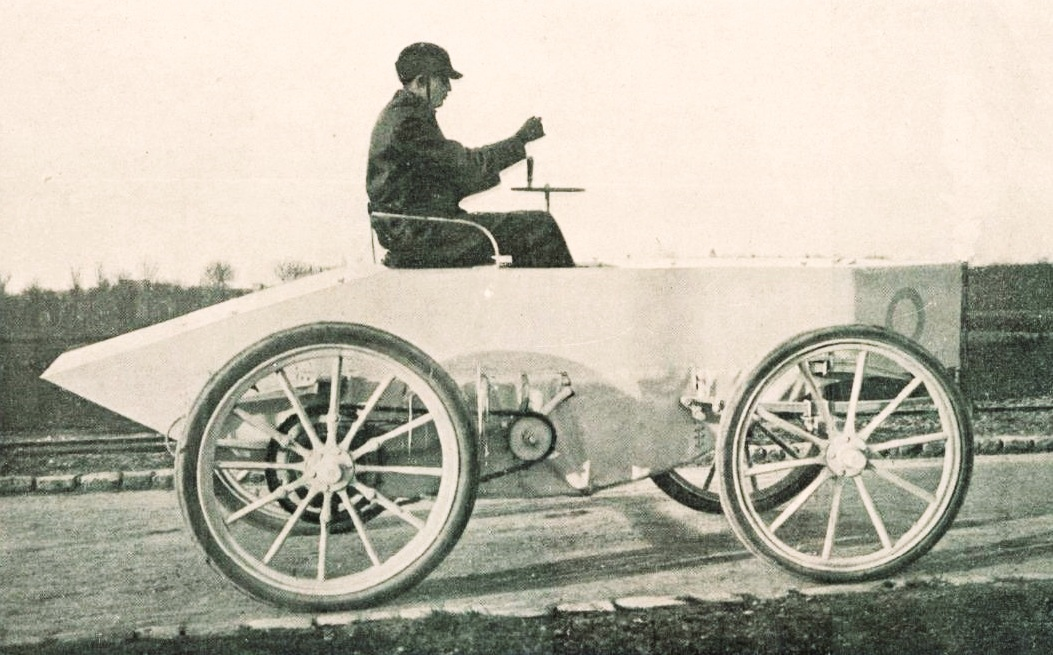
Le comte Gaston de Chasseloup-Laubat, le 4 mars 1899 à Achères sur Jeantaud Duc électrique Profilée.
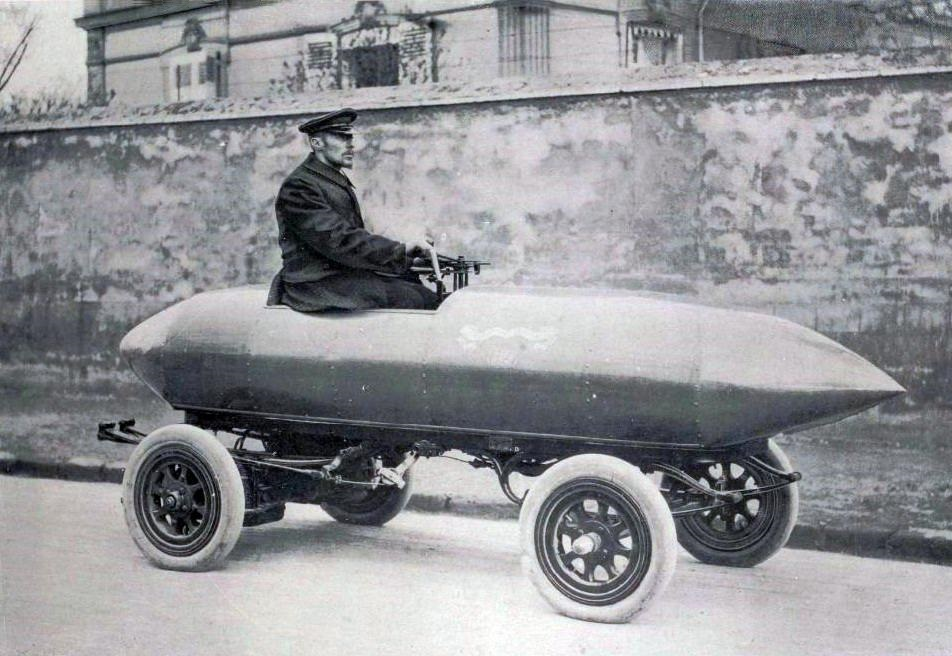
Camille Jenatzy à Achères le 29 avril 1899 sur la CITA no 25 La Jamais contente électrique.
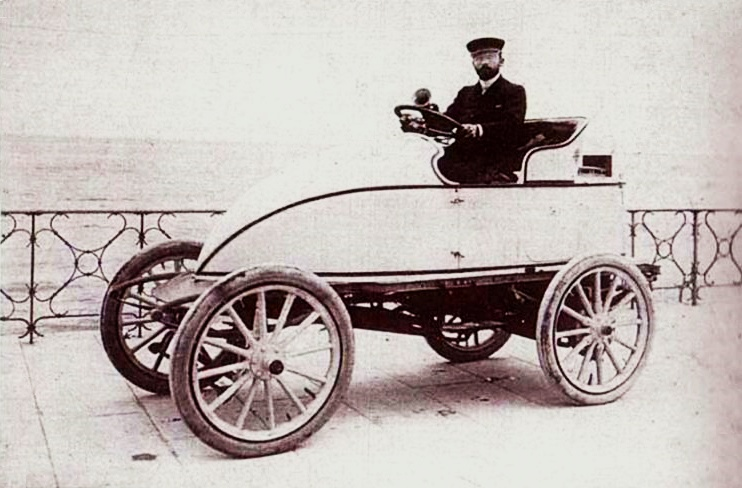
Léon Serpollet le 13 avril 1902, sur Gardner-Serpollet Œuf de Pâques (promenade des anglais).
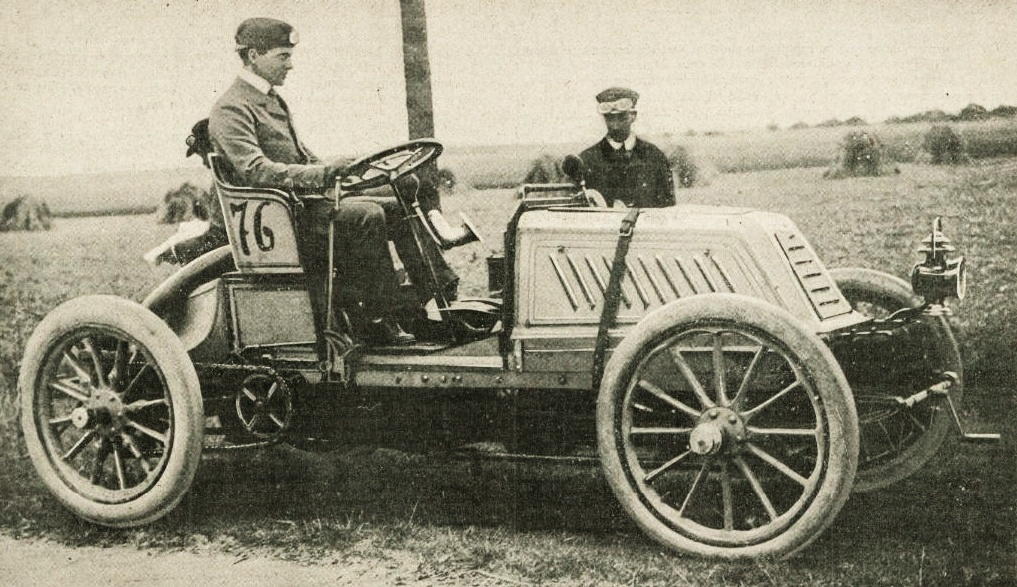
William Kissam Vanderbilt II, en août 1902 à Ablis (sur Mors).
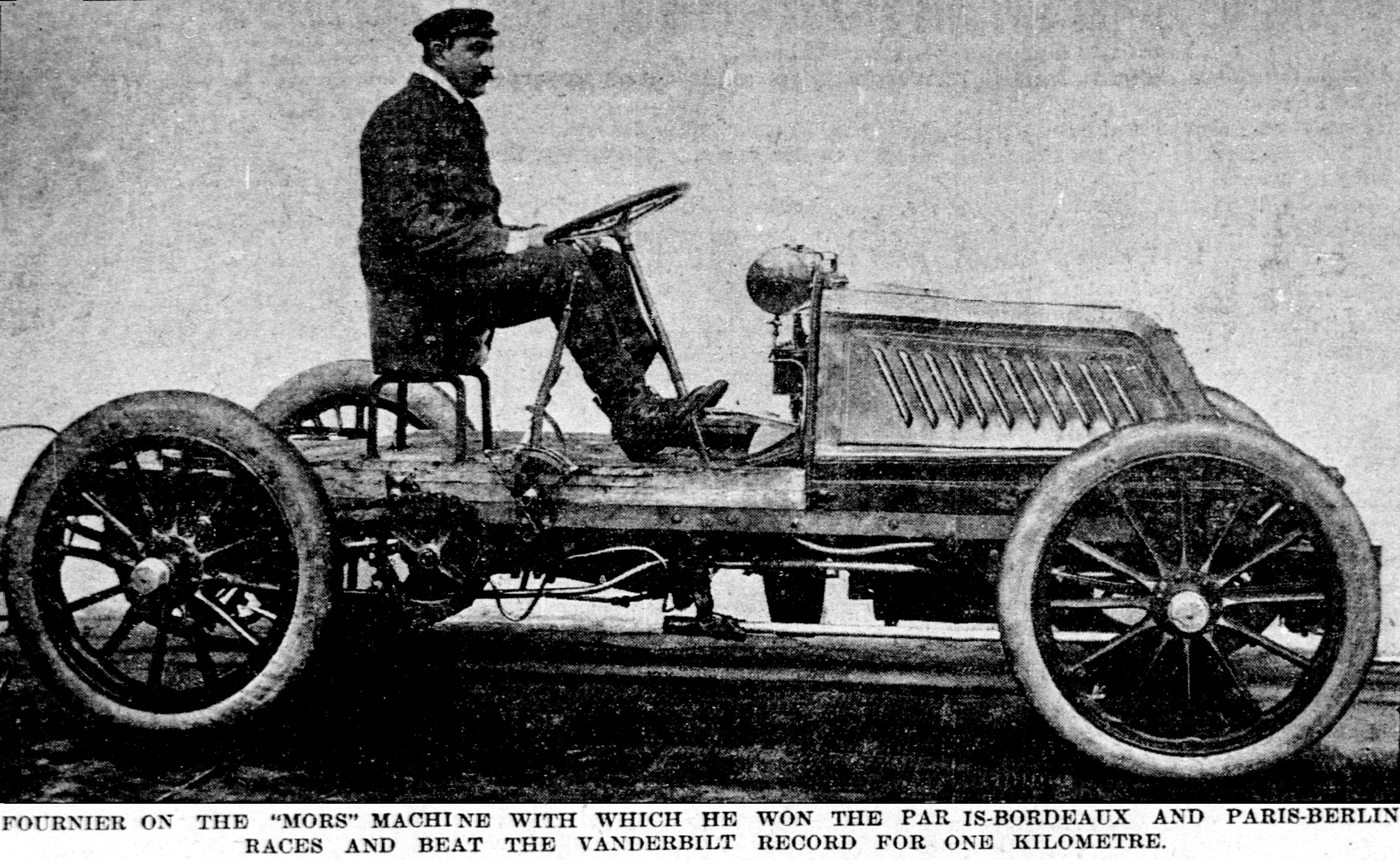
Henri Fournier sur la Mors Z Paris-Vienne 60 hp en novembre 1902.
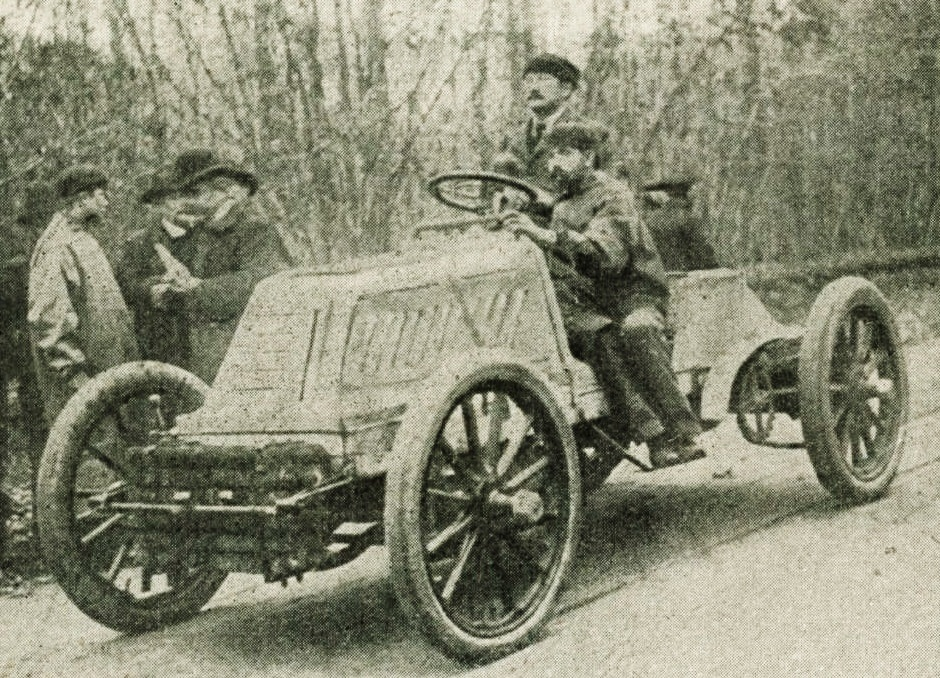
Maurice Augières sur Mors à Dourdan en novembre 1902.
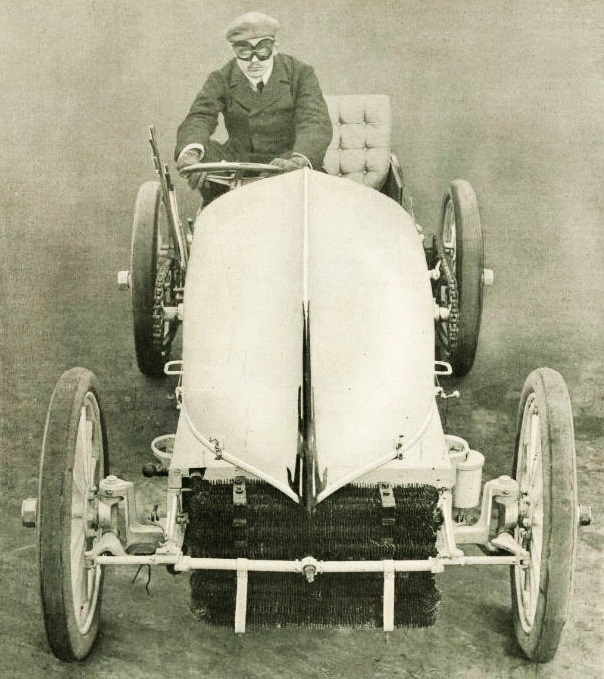
Charles Rolls à Welbeck en mars 1903 (133 km/h).
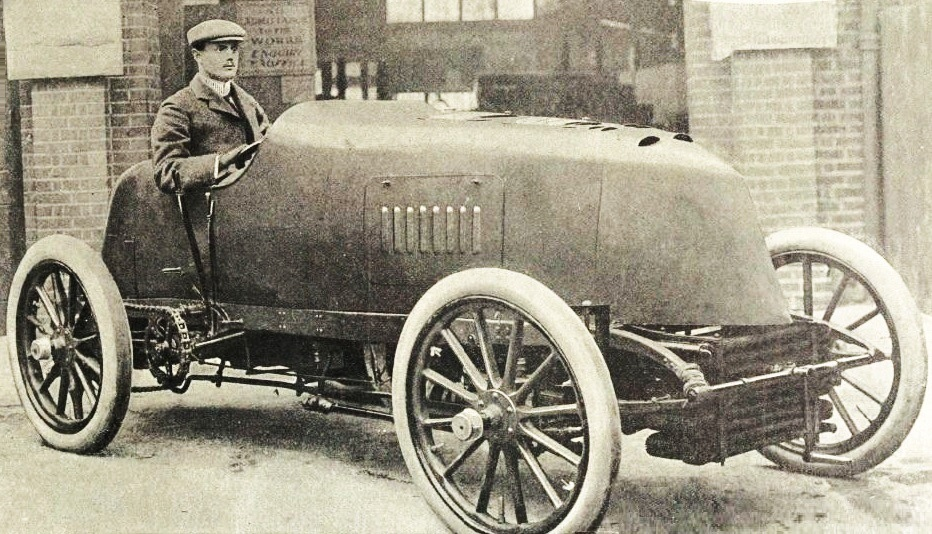
Charles Rolls à Welbeck en octobre 1903 (136,440 km/h, sur Mors Z).
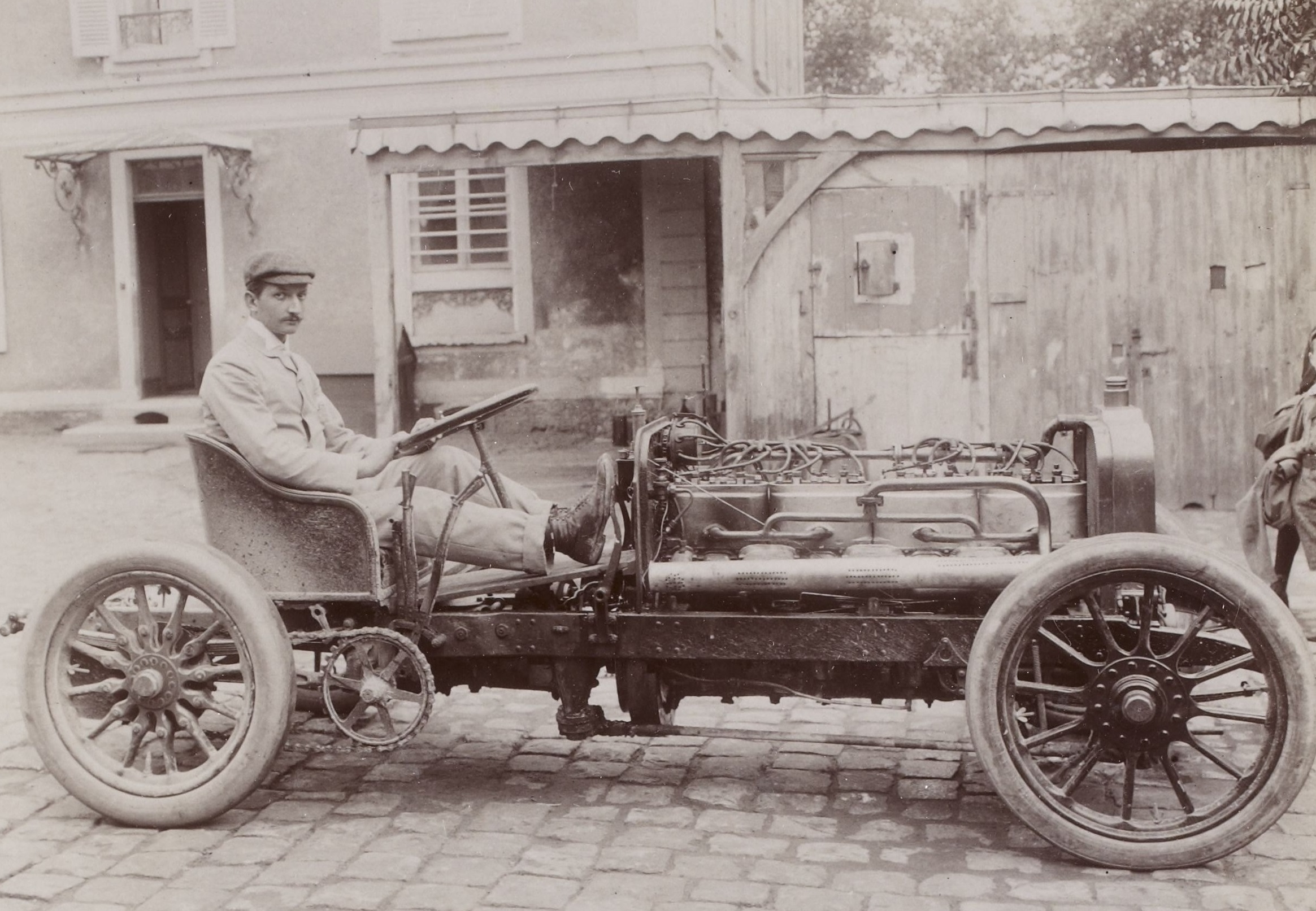
Frédéric Dufaux, sur Dufaux (fabriquée avec son frère Charles - 1904).
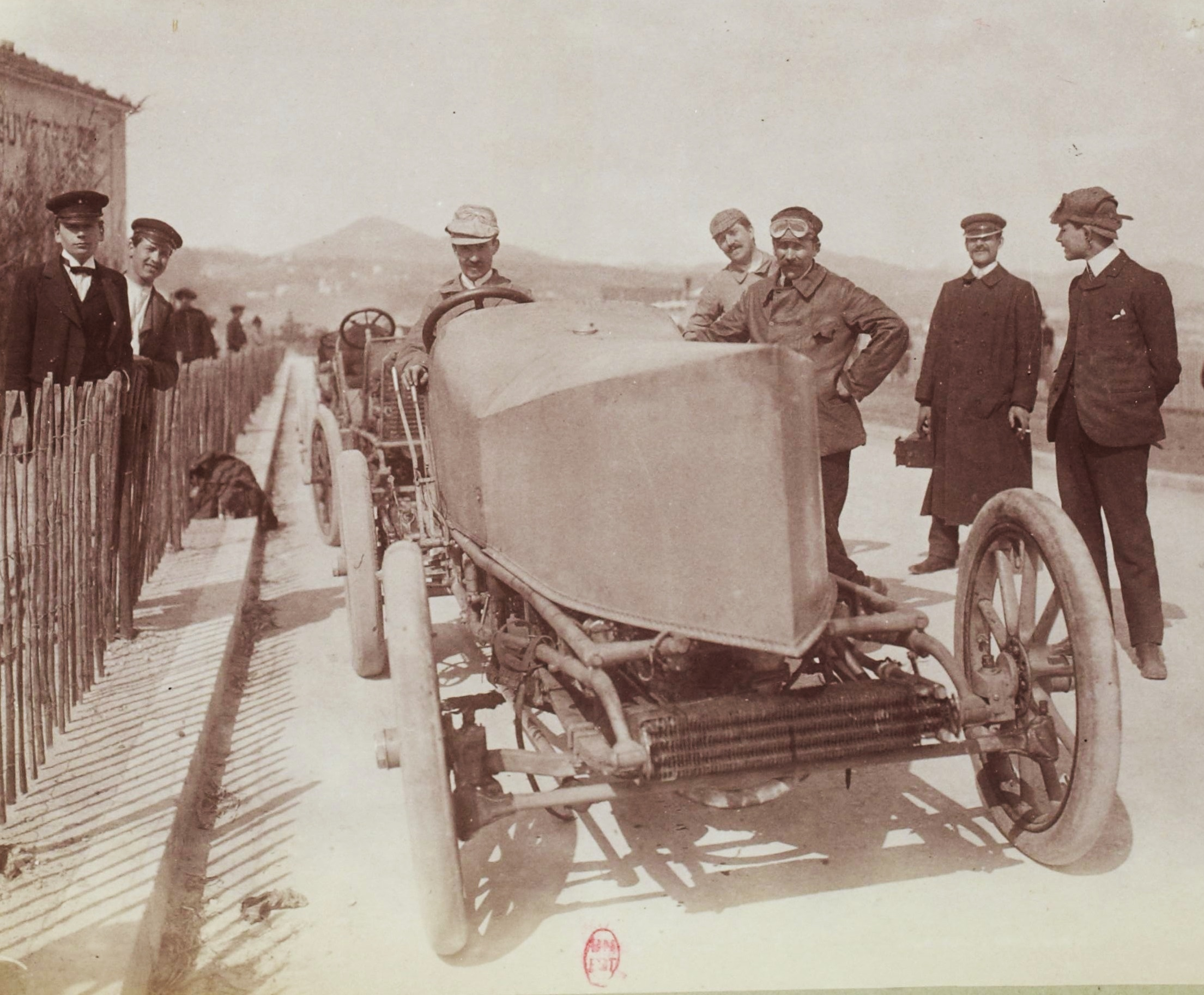
Louis Rigolly, Coupe de Rothschild à la semaine de Nice 1904 (Godron-Brillié Paris-Madrid 110 hp - RM à 152,542 km/h devant son coéquipier Arthur Duray).
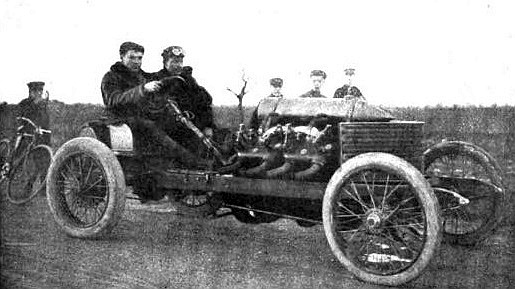
Victor Hémery entre Salon et Arles, le 30 décembre 1905 sur Darracq 200 ch 8-cylindres en V Special de 990 kg (km lancé en 20 s 3).
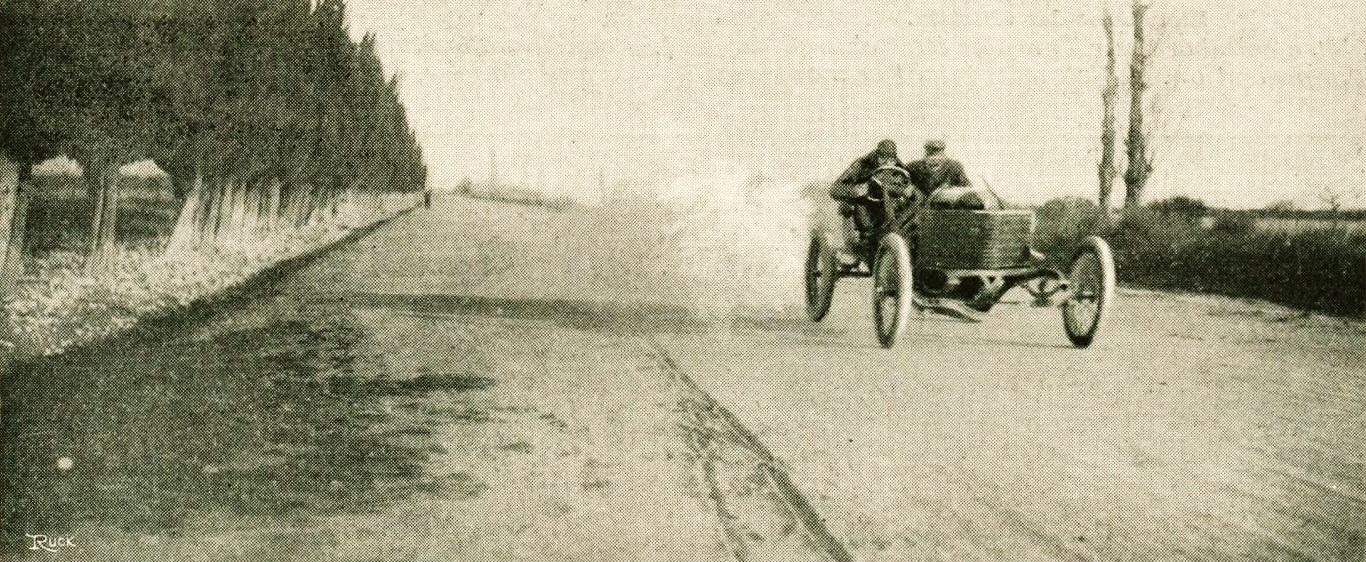
Victor Hémery entre Salon et Arles, le 30 décembre 1905 (174,757 km/h).
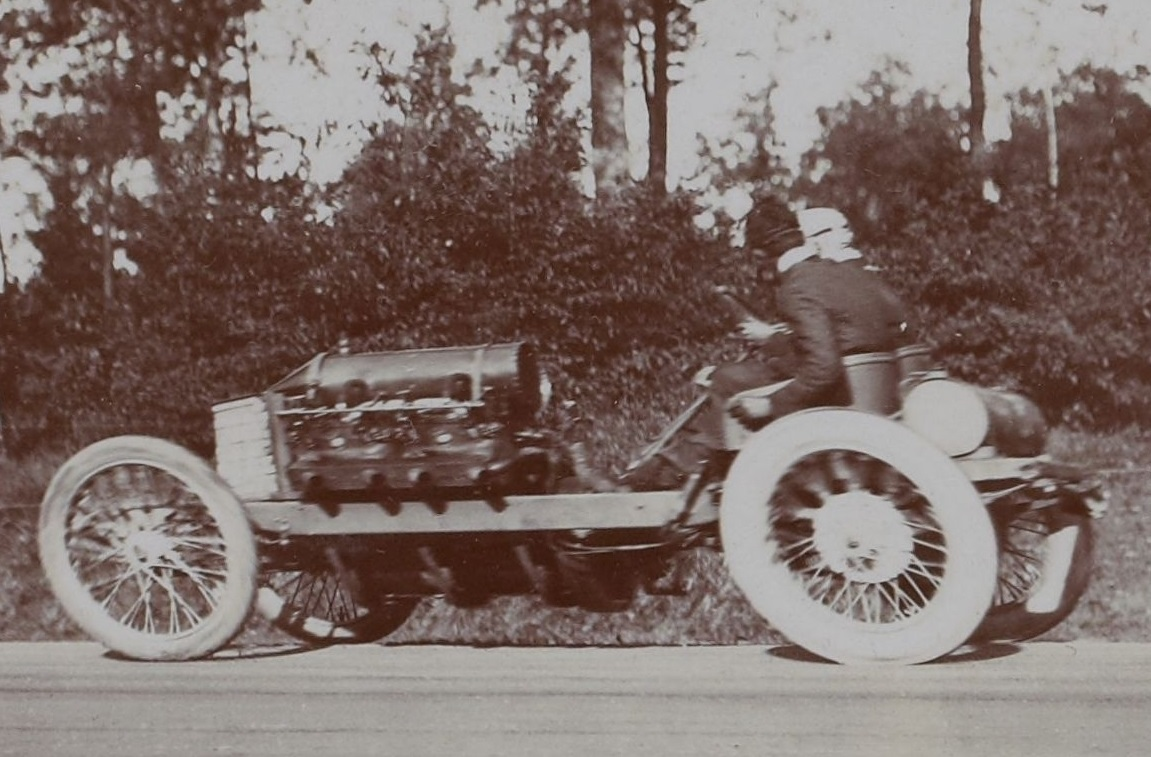
Algernon Lee Guiness, vainqueur du kilomètre de Dinan sur Darracq 200 hp 8-cylindres (décembre 1906, à 180 km/h).
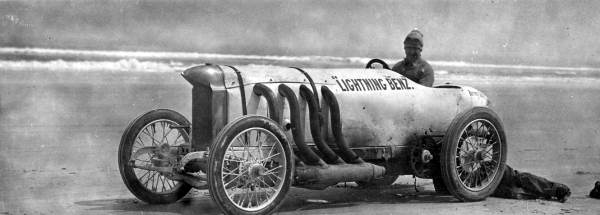
Barney Oldfield en 1910 sur la plage de Daytona, à bord de sa Lightning Benz personnelle, paré pour son record de 211,98 km/h sur le mile (1,6 km).
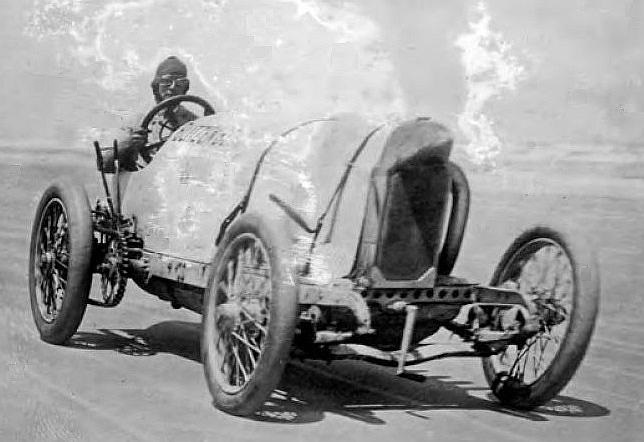
Bob Burman le 23 avril 1911 à Daytona Beach (FL) sur Blitzen Benz (RM du mile lancé en 25 s 4, à 228,1 km/h).
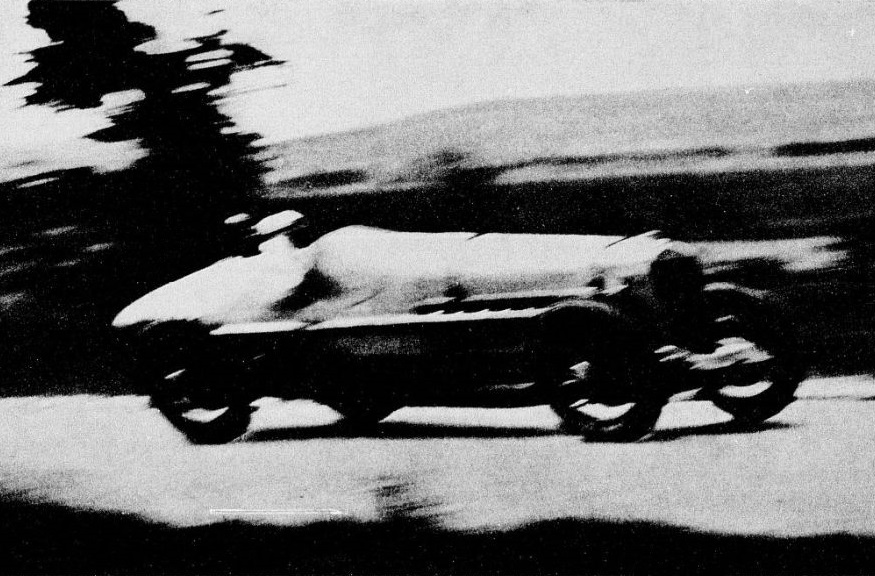
René Thomas le 6 juillet 1924 sur Delage douze-cylindres La Torpille : RM du kilomètre lancé à 230,634 km/h sur la route d'Arpajon.
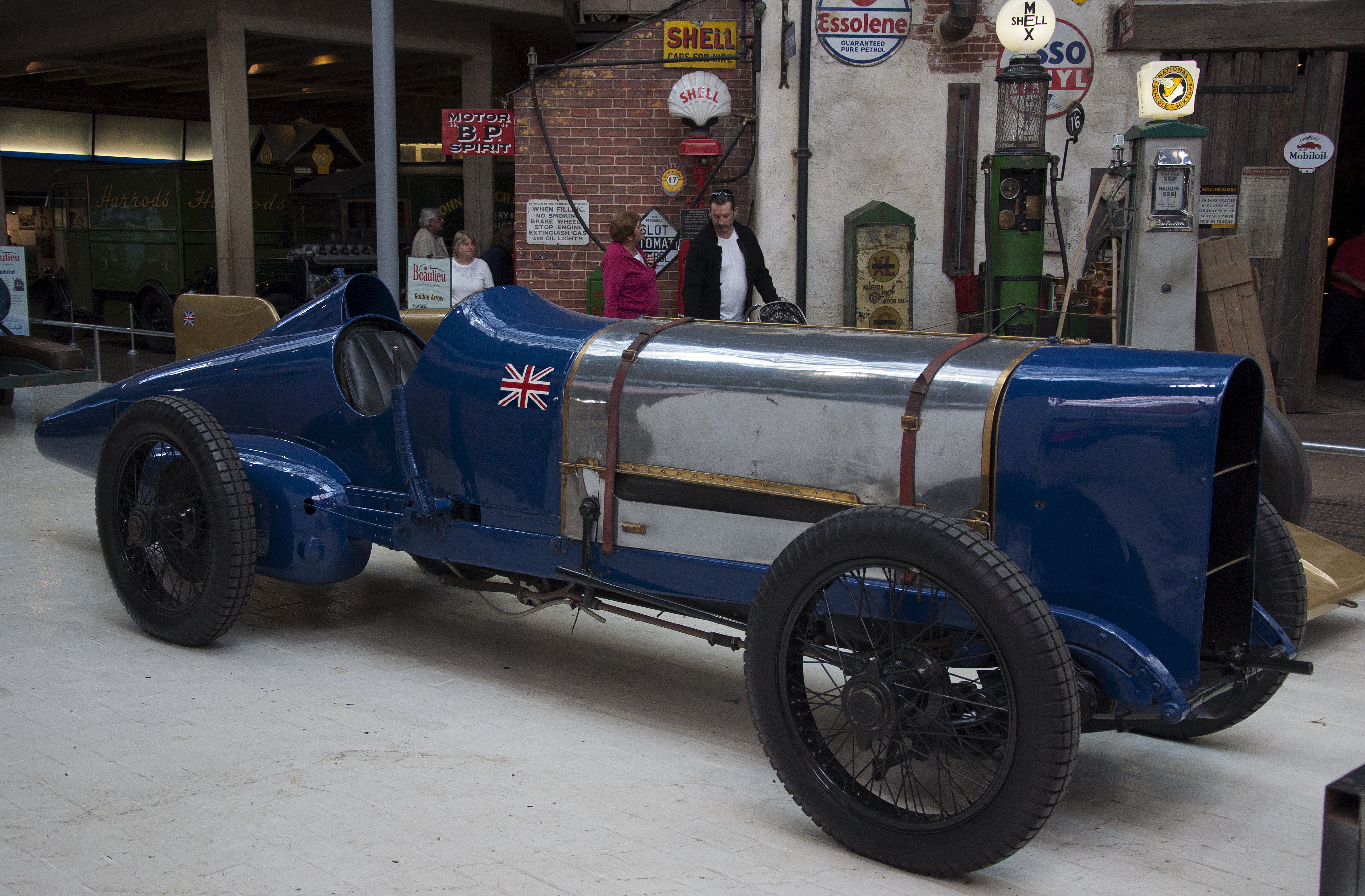
Sunbeam 350 hp
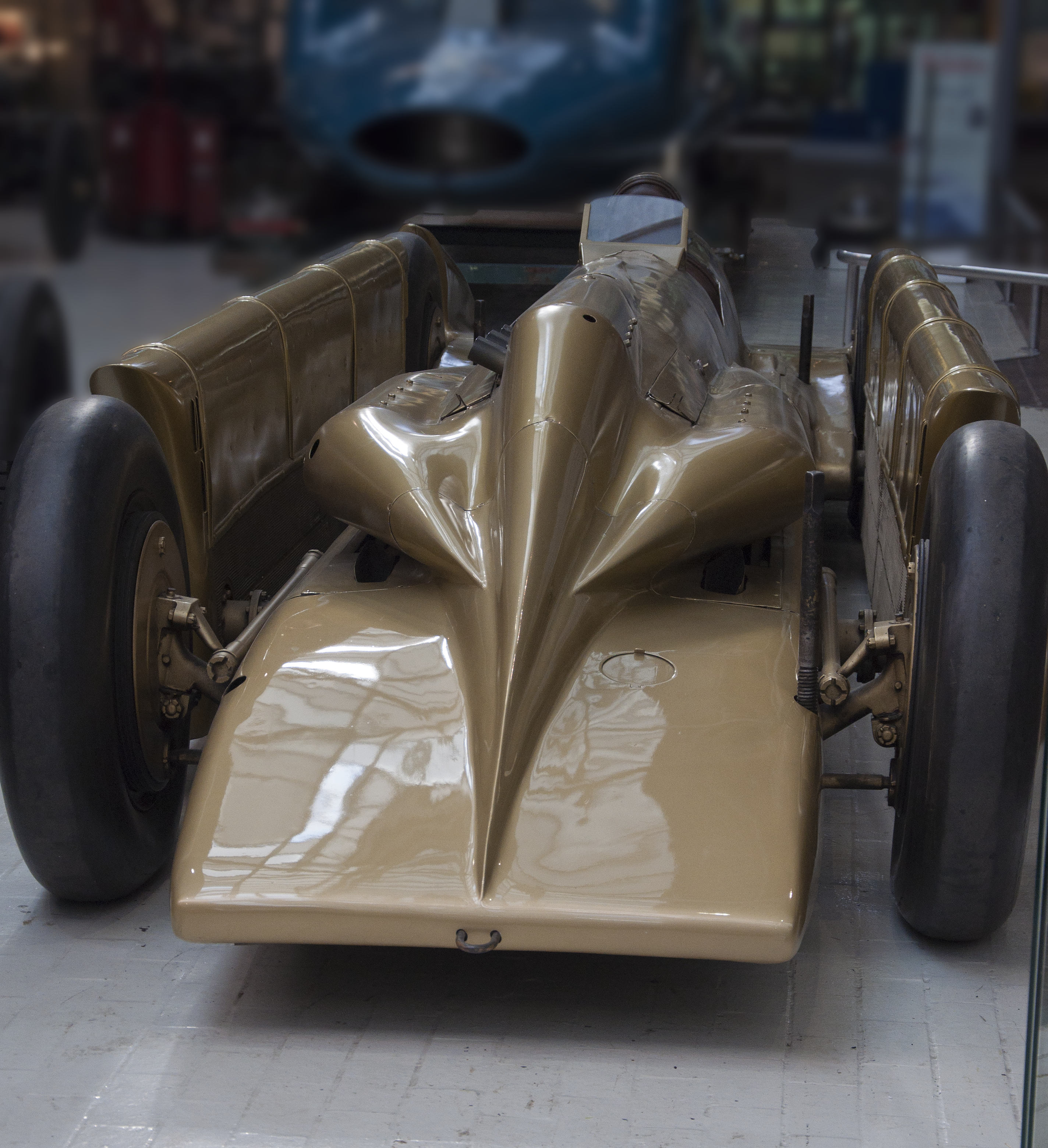
Golden Arrow
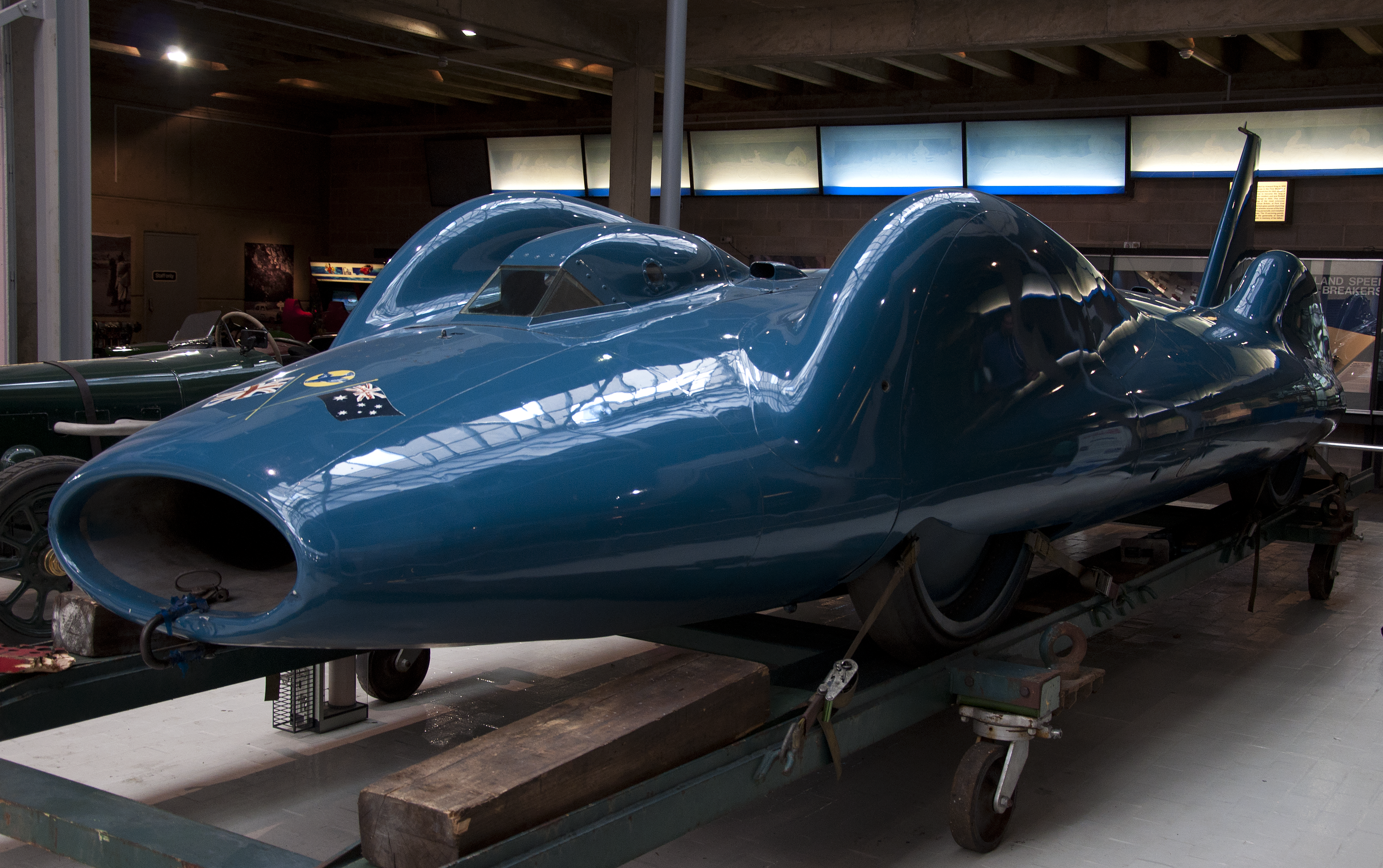
Bluebird-Proteus CN7
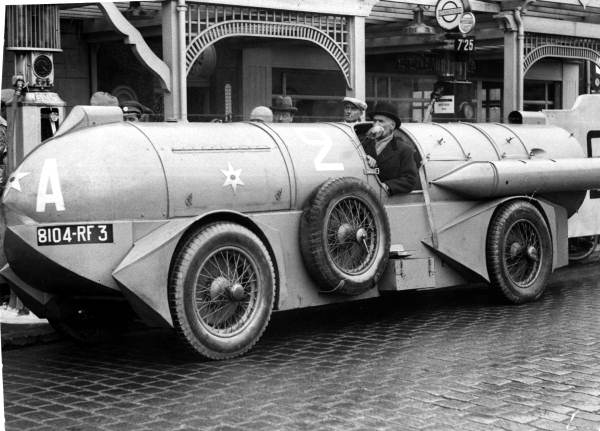
R. Stapp à Daytona Beach en 1932, sur Jupiter 4RM à transmission électrique, au châssis Voisin 4 L.